# Клеман, Жак
Жак Клема́н (фр. Jacques Clément; 1567 — 1 августа 1589) — религиозный фанатик, убийца французского короля Генриха III.
Родился в городе Сербон. Вступив в орден доминиканцев, под влиянием Католической лиги в лице своего приора и, как утверждают, герцогини Монпансье, сестры убитого по приказанию короля герцога Генриха Гиза, Клеман решил убить короля Генриха III, который стремился к миру с гугенотами.  
31 июля 1589 года Клеман отправился из Парижа в лагерь в Сен-Клу, где находился Генрих III. На следующее утро, под предлогом передачи важных известий из столицы, Клеман предстал перед королём и, вручая письмо лично, пронзил его отравленным стилетом. Кинувшиеся на помощь королю телохранители немедленно закололи убийцу. Однако, несмотря на это, судебный процесс всё же состоялся — в зале Святого Людовика во дворце французских королей судили труп Клемана. Затем труп, привязанный к колеснице, был привезён на Гревскую площадь, где его четвертовали (разорвали 4 лошадьми) и сожгли. 
Сторонники Католической лиги, в том числе римский папа Сикст V, воспринимали Клемана как мученика; поднимался даже вопрос о его канонизации.

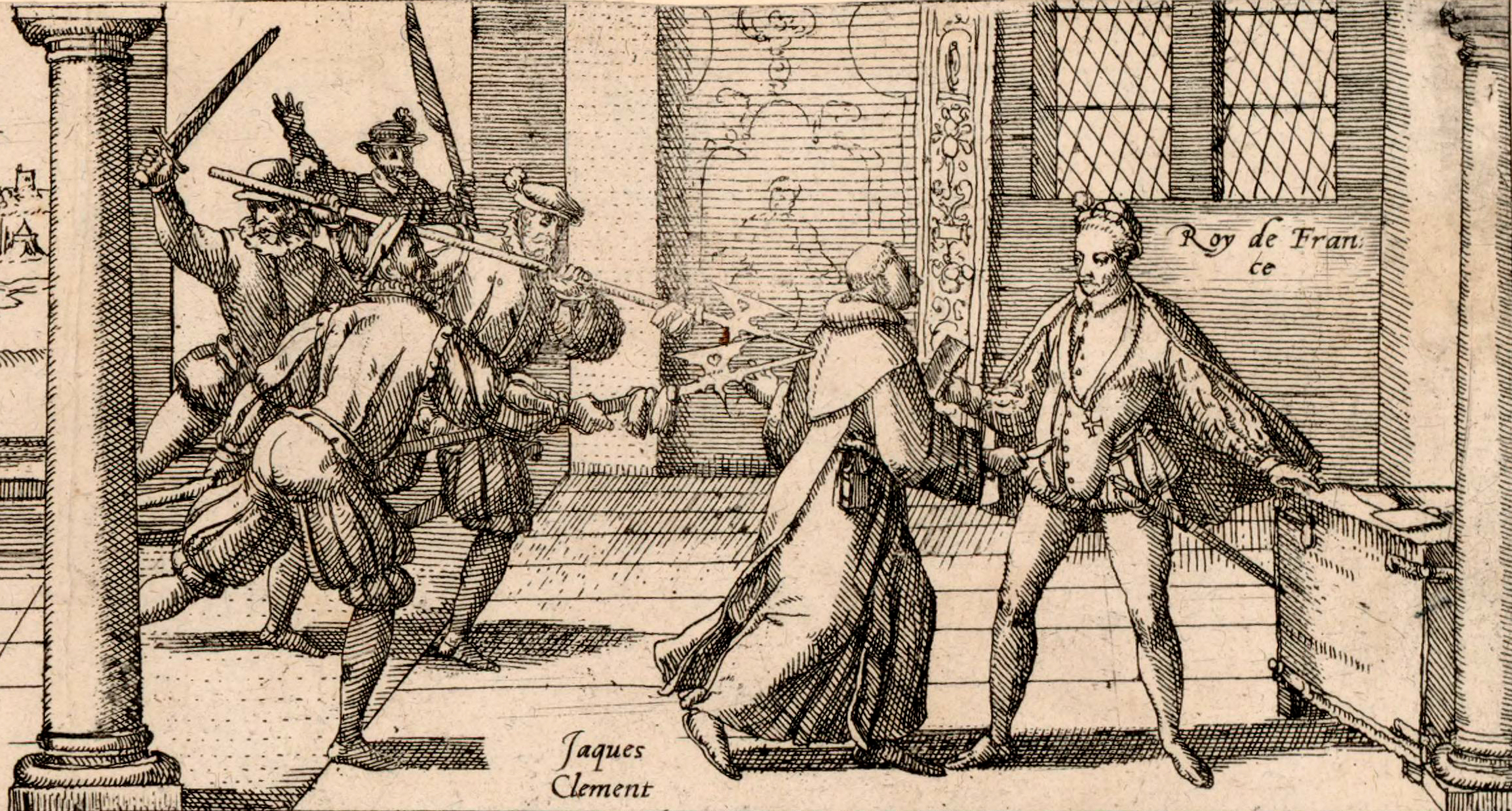
Жак Клеман убивает Генриха III.